# Teatro da Ópera de Chicago
O Teatro da Ópera de Chicago é uma companhia de ópera fundada como Estúdio da Ópera de Chicago em 1974 por Alan Stone para performances de estudantes, mas foi transformado em um palco de apresentações profissionais
. A missão inicial do teatro incluía em produções de grandes trabalhos do século XVII até o século XX, dando ênfase em trabalhos de compositores dos Estados Unidos.
A casa da companhia é o Teatro Harris de Música e Dança com 1525 lugares, construído em 2003. Brian Dickie é o atual diretor geral, uma posição que ocupa desde Setembro de 1999. Alexander Platt é o maestro residente e musico conselheiro.